# Ulrich Adolph von Holstein
Graf Ulrich Adolph von Holstein (* 4. Februar 1731 in Flensburg; † 1. November 1789 in Altona) war ein deutscher Offizier, Politiker und Oberpräsident von Kopenhagen.

## Ausbildung und Dienst beim Militär
Ulrich Adolph von Holstein stammte aus dem Adelsgeschlecht derer  von Holstein. Sein Vater Christian Detlev Graf von Holstein (* 6. März 1707 in Hamburg; † 20. Mai 1760) war Amtmann von Flensburg und Geheimer Konferenzrat. Er war verheiratet mit Catharina Elisabeth, geborene von Holstein (* 30. August 1712; † 8. März 1750 in Flensburg).
Von Holstein verbrachte die Kindheit in Flensburg, wo er Privatunterricht bekam. Ab 1747 besuchte er das Braunschweiger Collegium Carolinum. 1742 trat er in ein dänisches Kavallerie-Regiment ein und diente als Kornett. 1749 wurde er zum Rittmeister, drei Jahre später zum Generaladjutanten befördert. Zuvor hatte er selbst eine Bestallung zum französischen Oberstleutnant gewählt. Aufgrund finanzieller Probleme wechselte er 1756 wieder zum dänischen Militär. Während des Siebenjährigen Krieges kämpfte er kurzzeitig für Frankreich und Österreich. 1760 endete seine militärische Karriere. Offiziell verabschiedet wurde er erst 1763. Laut eigener Aussage verabscheute er das Leben beim Militär. Die Zivilverwaltung gefiel ihm hingegen sehr. Insbesondere die kameralistischen Wissenschaften waren für ihn von besonderem Interesse.

## Einstieg in die Zivilverwaltung
Als Mitglied eines bedeutenden Adelsgeschlechts fiel von Holstein das berufliche Fortkommen in der Zivilverwaltung leicht. Sein Mentor war Johann Hartwig Ernst von Bernstorff, der seine Cousine geheiratet hatte. 1762 lebte von Holstein aufgrund des Einmarsches dänischer Truppen als dänischer Gesandter in Schwerin. Die Dänen gingen davon aus, dass die Russen nach der Inthronisierung Peter III. angreifen wollten und wählten daher selbst die Offensive, um ihnen zuvorzukommen. Von Holstein hatte davor in Altona die Offiziere Schack Carl von Rantzau und Peter Elias von Gähler getroffen. Wahrscheinlich hatte er hier auch den Amtsarzt Johann Friedrich Struensee und Enevold von Brandt kontaktiert. Wie von Holstein standen sie modernen Reformideen nahe und verkehrten in den Kreisen von Claude-Louis, comte de Saint-Germain.
Als im Zuge der Reform des dänischen Heeres ein neues General-Kriegs-Direktorium entstand, nahm von Holstein daran als Deputierter teil. Es zeigte sich schnell, dass er nicht dauerhaft tragbar sein würde, da seine Wünsche konträr zu den beabsichtigten Reformen der dänischen Regierung standen. So erwartete die dänische Regierung von ihm, dass er sicherstellte, dass die Reformen nicht zu weitreichend seien. Er selbst dagegen war derselben Meinung wie Peter Elias von Gähler. Daher endete die Tätigkeit im Direktorium im Folgejahr. Im Rahmen der Inthronisierung und Heirat König Christian VII. Ende 1766 versuchte von Holstein erfolglos, zum Gesandten in Berlin ernannt zu werden. Zum 3. Februar 1767 wurde er neuer Amtmann von Tondern, was nahezu einen Verweis vom dänischen Hof darstellte.
Trotz dieser Kränkung seitens der Dänen bemühte sich von Holstein um konstruktive Arbeit im neuen Amt. So legte er Pläne für Reformen, insbesondere in wirtschaftlichen Dingen, vor. Er zeigte zwar Züge eines Projektleiters, war aber ungeduldig und nicht in der Lage, mit der übergeordneten Bürokratie zusammenzuarbeiten. So führten die Vorschläge nur zu der Ausfürlichen cameralistisch-oeconomischen Beschreibung des Amtes Tondern. Dieses Werk erschien gedruckt bei Adam Christian Gaspari. Die Grundlage hierfür waren ausschließlich Berichte der Hardesvögte, die von Holstein initiiert hatte.

## Dienst in Kopenhagen
Ende 1770 folgte von Holstein einem Ruf Johann Friedrich Struensees nach Kopenhagen. Am 23. März 1771 wurde er zum Oberpräsidenten der Stadt ernannt. Struensee erachtete die dortige Stadtverwaltung als korrupt und unfähig und gab von Holstein den Auftrag, diese zu reformieren. Da für die Stelle keine Entlohnung vorgesehen war, wurde von Holstein am 1. Mai Deputierter im neu eingerichteten Finanzkollegium. Es zeigte sich, dass er keine ausreichenden Sachkenntnisse für dieses Kollegium besaß. Im Magistrat erwies er sich als unfähig, mit anderen zu kooperieren und kannte die Verhältnisse in Kopenhagen nur ungenügend. Auch die Tatsache, dass er nur kurz im Amt blieb, dürfte dazu beigetragen haben, dass er in beiden Ämtern erfolglos blieb. Das einzige zeitüberdauernde Ergebnis seiner Tätigkeit war eine Rechtsreform. Diese vereinfachte und optimierte die Rechtspflege in Kopenhagen und führte dazu, dass am 26. April 1771 ein neues Hof- und Stadtgericht eingerichtet wurde. Die Inhalte der Reform dürften ihm jedoch wahrscheinlich nicht zuzuschreiben sein.
Königin Caroline Mathilde, zu deren engsten Kreisen das Ehepaar von Holstein gehörte, ernannte Ulrich Adolph von Holstein zum Provisor des Stiftes Vallø. Danach wurde sein Aufgabenbereich in der Finanzverwaltung zunehmend eingeschränkt. In den letzten Dienstmonaten gab er sich simplen Vergnügungen in den Straßen der dänischen Hauptstadt hin. Andreas Peter von Bernstorff berichtete von „offenkundigen Ausschweifungen und Skandalen“. Seine Entlassung erfolgte nach der Entmachtung Struensees. Gemeinsam mit seiner Frau musste er Kopenhagen verlassen.

## Literarische Arbeiten
Von Holstein konnte nun „alles auf Papier schmieren, was ihm einfiel“, wie er in den Anecdotes historiques sur le Danmark,  die autobiographische Anteile hatten, schrieb. So verfasste er eine Histoire de la naissance au directoire général de guerre. Er gab Adam Christian Gaspari, der seinem Sohn Hausunterricht erteilte, einige Akten, die dieser herausgeben sollte. Die dänische Regierung zeigte sich erbost, als die Werke erschienen. Der zurechtgewiesene von Holstein gab daraufhin an, dass ihm die Dokumente gestohlen worden seien. In seinem Testament verfügte er, dass sein Hauswirt Heinrich Wilhelm Lawaetz aus Altona die Unterlagen sowie Briefe erhalten sollte. Die dänische Regierung kaufte diese 1798 zurück und brachte sie in das Kopenhagener Reichsarchiv, wo sie bis heute zu finden sind.
Von Holstein bewunderte das französische Geistesleben und war sehr belesen. Trotzdem konnte er nicht richtig französisch schreiben. Dies ist an Briefen und Manuskripten zu erkennen, die er an Peter Elias von Gähler schrieb, darunter 500 Seiten in den „Inkvisitionskommissionen...“

## Ehrungen
Von Holstein wurde 1758 zum Kammerherrn ernannt. Zehn Jahre später erhielt er den Dannebrogorden.

## Familie
Von Holstein heiratete 1763 in Lübeck Amalie Sophie von Buchwald (* 9. Mai 1748 in Gotha; † 29. Mai 1823 in Altona). Ihr Vater Schack Hermann von Buchwald auf Johannstorf (1705–1761) war ein Sachsen-Gothaischer Geheimrat und Oberhofmeister sowie Domherr in Lübeck. Das Ehepaar hatte einen Sohn.